# Furtner
Furtner ist ein häufiger Familienname in Österreich und Bayern/Deutschland.
Er ist ein Wohnstättenname für jemand, der an einer Furt wohnte.

## Namensträger
- Alois Furtner (Geistlicher) (1936–2020), deutscher römisch-katholischer Geistlicher
- Alois Furtner (Abenteurer) (* 1949), österreichischer Bergsteiger und Fotograf
- Maria Furtner (1821–1884), deutsche Bäuerin, die 50 Jahre lang keine feste Nahrung zu sich genommen haben soll, bekannt als Wassertrinkerin von Frasdorf
- Joe Furtner (1893–1965), deutsch-österreichischer Schauspieler und Kabarettist
- Lisa Furtner (* 1989), österreichische Schau- und Puppenspielerin
- Ludwig Furtner (1926–2008), deutscher Betriebswirt und Hochschullehrer, Künstlername Unus, österreichischer Akrobat
- Franz Furtner, Künstlername Unus, (1907–1994) österreichischer Akrobat[1]

## Varianten
- Fürtner
- Förtner
- Fortner
- Furthner
- Fürthner
- Furter